# STS-32
STS-32 var den trettiotredje flygningen i det amerikanska rymdfärjeprogrammet och nionde i ordningen för rymdfärjan Columbia. Den sköts upp från Pad 39A vid Kennedy Space Center i Florida den 9 januari 1990. Efter nästan elva dagar i omloppsbana runt jorden återinträdde rymdfärjan i jordens atmosfär och landade vid Edwards Air Force Base i Kalifornien.

## Uppdragets mål
Huvuduppgifterna för detta uppdrag var att placera ännu en av amerikanska försvarets leasade kommunikationssatelliter, SYNCOM IV-F5 (LEASAT 5), i omloppsbana samt att fånga in LDEF (Long Duration Exposure Facility) och ta med den tillbaka till jorden.